# Torre de los Vigil

Torre y casa de los Vigil

La torre de los Vigil es una construcción nobiliaria ligada a la familia de los Vigil Quiñones, situada en Santa Eulalia de Vigil en Siero, Asturias.

## Descripción
Bernabé de Vigil y Catalina de Estrada levantaron la torre y casona a finales del siglo XVI para simbolizar el poder sobre la zona. Presenta una torre cuadrada de gran tamaño, característica de la arquitectura asturiana de la época. Presenta un aspecto macizo, con escasos vanos adintelados, y dos escudos nobiliarios. A ésta se adosa un gran cuerpo de dos plantas con fachada con doble arcada y balcón con inscripción sobre ésta. En la esquina es visible un espacio circular que se correspondía con el horno. La fachada derecha se remata con un corredor de madera de época posterior. Las dependencia interiores se comunican por una escalera de piedra.